# Marat Balagula
Marat Balagula (Oremburgo, 8 de setembro de 1943 -  Nova Iorque, 19 de dezembro de 2019) foi um membro da máfia russa. Ele tem geralmente sido referido como "O russo Tony Soprano".

## Início da vida
Marat Balagula nasceu em uma família de refugiados de guerra soviéticos em 1943. Após o fim da Segunda Guerra Mundial, a sua família regressou à sua terra nativa Odessa, onde seu pai, um ex-tenente do Exército Vermelho, foi concedido um prestigiado posto de trabalho na fábrica de cadeados.

## Mercado Negro
Após servir o seu termo no Exército Soviético, Marat foi colocada a cargo de uma cooperativa onde ele começou a alimentar uma lucrativa carreira na União Soviética do mercado negro. Suas ações foram realizadas em estreita parceria com o Partido de funcionários corruptos.

## Estados Unidos
Em 1977,Balagula,depois de ter lido sobre o capitalismo ocidental, decidiu se mudar com sua família para os Estados Unidos.
Depois de trabalhar como um cortador têxtil no bairro Washington Heights, em Nova York, soube do grande número de judeus soviéticos em Brighton Beach e se mudou com sua família lá. Ele logo passou a trabalhar com Evsei Agron, o grande chefe da Máfia Russa.
De acordo com Robert Friedman's "Red Mafiya," Balagula começou a encontrar-se cada vez mais insatisfeito com a sua nova entidade patronal.